# Variedade algébrica
Uma variedade algébrica é o conjunto de zeros de uma família de polinômios, e constitui o objeto principal de estudo da geometria algébrica. Pelo conceito de variedade algébrica é possível constituir uma relação entre a álgebra e a geometria, que permite se reformular problemas geométricos em termos algébricos, e vice-versa. Tal relação é baseada principalmente no fato que um polinômio complexo em uma variável é completamente determinado em seus zeros: o teorema dos zeros de Hilbert permite de fato estabelecer-se uma  correspondência entre variedade algébrica e ideal de anéis de polinômios.

## Definição
Se {\displaystyle K} um corpo algebricamente fechado, {\displaystyle K[x_{1},x_{2},\ldots ,x_{n}]} o anel de polinômios em {\displaystyle K} com {\displaystyle n} variáveis, e {\displaystyle \{f_{i}\}_{i=1,2,\ldots ,n}} uma família de polinômios do anel. O subconjunto de {\displaystyle K^{n}} formado dos pontos que anulam todos os polinômios de {\displaystyle \{f_{i}\}_{i=1,2,\ldots ,n}} é uma variedade algébrica:
{\displaystyle V=\{(x_{1},x_{2},\ldots ,x_{n})\mid f_{i}(x_{1},x_{2},\ldots ,x_{n})=0,\,\forall i=1,2,\ldots ,n\}\subseteq K^{n}.}

## Variedades afins
Dado o corpo algebricamente fechado {\displaystyle K} e um espaço afim {\displaystyle \mathbb {A} ^{n}} de dimensão {\displaystyle n} sobre {\displaystyle K,} os polinômios do anel {\displaystyle K[x_{1},x_{2},\ldots ,x_{n}]} são funções a valores em {\displaystyle K} definidas sobre {\displaystyle \mathbb {A} ^{n}.}
Tomada uma família de polinômios {\displaystyle S\subseteq K[x_{1},x_{2},\ldots ,x_{n}],} o conjunto dos pontos de {\displaystyle \mathbb {A} ^{n}} pelos quais as funções de {\displaystyle S} são todas nulas:
{\displaystyle Z(S)=\{x\in \mathbb {A} ^{n}\mid f(x)=0\,\forall f\in S\}}
é dito conjunto algébrico afim. Se {\displaystyle Z(S)} não pode ser escrito como união própria de dois conjuntos algébricos semelhantes, é dita variedade afim.

### Propriedades
- Sobre as variedades afins é possível definir uma topologia natural definindo como conjuntos fechados todos os conjuntos algébricos (topologia de Zariski).
- Dado {\displaystyle V\subseteq \mathbb {A} ^{n},} {\displaystyle I(V)} é o ideal formato de todas as funções que se anulam sobre {\displaystyle V:}

{\displaystyle I(V)=\{f\in K[x_{1},x_{2},\cdots ,x_{n}]\mid f(x)=0\,\forall x\in V\}.}
Se define anel da coordenadas {\displaystyle K[V]} de {\displaystyle V} o anel quociente {\displaystyle {\frac {K[x_{1},x_{2},\cdots ,x_{n}]}{I(V)}}.} O grau de transcendência do campo das frações de {\displaystyle K[V]} sobre {\displaystyle K} é dito dimensão de {\displaystyle V.}
- Um conjunto algébrico afim {\displaystyle V} é uma variedade se e somente se {\displaystyle I(V)} é um ideal primo, ou se e somente se o anel das coordenadas de {\displaystyle V} é um domínio de integridade.
- Todo conjunto algébrico afim pode ser escrito de maneira única como união de variedades algébricas.

## Variedade projetiva
É possível modificar ligeiramente a definição de variedade afim para estendê-la ao caso de um espaço projetivo {\displaystyle \mathbb {P} ^{n}} sobre o corpo {\displaystyle K:} neste caso considera-se um conjunto {\displaystyle S\subseteq K[x_{1},x_{2},\cdots ,x_{n}],} formado de polinômios homogêneos (ou dos quais os monômios têm mesmo todos os grau). Com as mesmas notações obtêm-se então as definições do conjunto algébrico projetivo, variedade projetiva, topologia de Zariski e anel das coordenadas de uma variedade.

## Isomorfismosde variedades algébricas
Um isomorfismo entre duas variedades algébricas {\displaystyle V_{1}} e {\displaystyle V_{2}} é um morfismo de variedade algébrica que é também uma correspondência biunívoca:
{\displaystyle \phi \colon V_{1}\to V_{2}.}
{\displaystyle V_{1}} e {\displaystyle V_{2}} são ditas isomorfas e se escreve {\displaystyle V_{1}\cong V_{2}.}
O isomorfismo entre variedades algébricas é uma relação de equivalência: toda a variedade algébrica isomorfa entre elas pode considerar-se como substancialmente equivalentes e são agrupadas numa única classe de equivalência dita variedade algébrica abstrata.